# Mesosemia ama
Mesosemia ama är en fjärilsart som beskrevs av William Chapman Hewitson 1869. Mesosemia ama ingår i släktet Mesosemia och familjen Riodinidae. Inga underarter finns listade i Catalogue of Life.